# Episodi di Huntik - Secrets & Seekers (prima stagione)
Gli episodi e le trame della prima serie di Huntik - Secrets & Seekers, un cartone animato realizzato dallo studio italiano Rainbow Spa, basato su un'idea di Iginio Straffi e distribuito in diversi paesi. In Italia è trasmesso su Rai 2.
| Nº | Titolo italiano               | Prima TV Italia  |
| -- | ----------------------------- | ---------------- |
| 1  | Cercatore per caso            | 12 gennaio 2009  |
| 2  | La Fondazione Huntik          | 13 gennaio 2009  |
| 3  | Il Golem di Praga             | 14 gennaio 2009  |
| 4  | Il fiume dei segreti          | 15 gennaio 2009  |
| 5  | Le catacombe dei Gargoyle     | 16 gennaio 2009  |
| 6  | L'anello di Giovanna d'Arco   | 19 gennaio 2009  |
| 7  | L'eredità di Thor             | 20 gennaio 2009  |
| 8  | Un aiuto dal passato          | 21 gennaio 2009  |
| 9  | Nella tana del basilisco      | 22 gennaio 2009  |
| 10 | I tesori degli Argonauti      | 23 gennaio 2009  |
| 11 | La trappola delle illusioni   | 26 gennaio 2009  |
| 12 | Il destino di un cercatore    | 27 gennaio 2009  |
| 13 | La famiglia Lambert           | 28 gennaio 2009  |
| 14 | Tanto lavoro per nulla        | 29 gennaio 2009  |
| 15 | L'inganno Dello scettro       | 30 gennaio 2009  |
| 16 | Il tradimento                 | 2 febbraio 2009  |
| 17 | I tesori di Dracula           | 3 febbraio 2009  |
| 18 | Le memorie dei Casterwill     | 4 febbraio 2009  |
| 19 | Il titano Leggendario         | 5 febbraio 2009  |
| 20 | Sulle tracce di Atlantide     | 6 febbraio 2009  |
| 21 | L'amuleto della volontà       | 9 febbraio 2009  |
| 22 | L'aspide d'oro                | 10 febbraio 2009 |
| 23 | Un amore nobile               | 11 febbraio 2009 |
| 24 | Il segreto di due generazioni | 12 febbraio 2009 |
| 25 | L'inferno di Dante            | 13 febbraio 2009 |
| 26 | È nato un cercatore           | 16 febbraio 2009 |

## Cercatore per caso
Lok Lambert fa la conoscenza della brillante Sophie Casterwill e quando rompe casualmente un vaso trova un amuleto e un diario appartenenti a suo padre, scomparso da tempo. Irrompono gli agenti dell'organizzazione e Sophie aiuta Lok a scappare, dicendogli di cercare Dante Vale. Mentre si nasconde dagli agenti dell'Organizzazione, il ragazzo fa la conoscenza di Cherit, che non si mostra. Durante uno scontro Lok fa cadere accidentalmente il diario nel canale di Venezia, che diventa illeggibile. Quando sembra non esserci più speranza per lui di scappare, Dante lo aiuta a sistemare gli agenti e gli chiarisce qualche dubbio sul mondo dei Cercatori, di cui ormai Lok fa parte. Lok si rifiuta di diventare un Cercatore e la casa di Dante viene attaccata da Defoe e dagli agenti.

## La Fondazione Huntik
Dante dà a Lok l'amuleto di Freelancer. Dopo essere fuggiti da Defoe anche grazie a Sophie, Dante e Lok vengono ospitati a casa della ragazza. Dante viene assunto da Sophie per insegnagli come essere Cercatori e trovare il padre di Lok. Il giorno dopo i tre vanno in una biblioteca della Fondazione per cercare indizi. Lok riesce ad evocare Freelancer e si ricorda che nel diario si alludeva al Golem. Sophie cerca i libri che riguardano il Golem di Praga e Jodis Lour, il saggio di Praga che si dice abbia creato il Golem. Santiago sfida Dante in combattimento siccome non si fida di lui, ma Dante vince. Irrompono Defoe e Grier e mentre Dante, Lok, Cherit e Santiago combattono con gli agenti, Sophie trova i libri sul Golem e scappano dalla biblioteca. Ma DeFoe scopre dove sono diretti da un libro che Sophie si era lasciata cadere durante la fuga. L'episodio si conclude con la partenza in aereo della squadra verso Praga.

## Il Golem di Praga
Dante, Sophie e Lok si trovano in un hotel della Fondazione a Praga e stanno pianificando una missione, quando subiscono un attacco dell'Organizzazione. Interviene prontamente la Cercatrice Zhalia Moon, che toglie di mezzo gli agenti. Lok scopre l'esistenza del malvagio Professore, che è il capo dell'Organizzazione e uno dei più potenti Cercatori al mondo che si dice abbia la capacità di controllare le menti. Il ragazzo capisce che probabilmente anche il Professore sta cercando l'Amuleto della Volontà come suo padre. Nella notte Dante, Sophie e Lok entrano nel cimitero di Praga, dove trovano anche Zhalia, chiamata da Dante. Dopo aver trovato un passaggio segreto sotto la tomba di Jodis Lour, i quattro si addentrano nei sotterranei, dove irrompono gli agenti dell'Organizzazione. Lok fa però scattare una trappola, impedendo anche a Sophie e Zhalia di combattere e lasciando Dante da solo contro l'Organizzazione. Dante inganna gli agenti e si lascia colpire. Defoe prende così la chiave di Jodis Lour, nascosta in una stanza segreta. Dopo essersi guarito con un incantesimo, Dante si sbarazza degli agenti e insieme agli altri esamina la stanza, trovando gli appunti del Cercatore. Dante idea un piano e assieme a Zhalia si reca nel luogo in cui si trova il Golem, ordinando a Lok e Sophie di aspettarli. Defoe entra nell'edificio del Golem ma Dante lo precede e inizia uno scontro. Intanto Lok e Sophie li raggiungono e per unirsi al combattimento, ma Lok viene ferito da due agenti, mentre Sophie raggiunge Dante. Il ragazzo riesce ad usare il potere che aveva usato Dante per curarsi ed invoca Kipperin, il Titano di suo padre. Dante riesce a legarsi con Metagolem e l'Organizzazione è costretta a fuggire.

## Il fiume dei segreti
Nella Senna si verificano strani vortici che mettono in pericolo le persone. Peter, uno studioso che lavora per la Fondazione, sospetta la presenza di un Titano. Viene così catturato da DeFoe che si finge un investigatore e lo fa arrestare. Intanto a casa di Dante Lok sta imparando come usare un Olotomo quando Guggenheim, uno dei capi della Fondazione Huntik, contatta Dante per informarlo degli avvenimenti. La Fondazione ritiene che l'origine dei vortici sia legata alla leggenda del gargoyle, e gli offre di occuparsi della missione di recupero del Titano Gar-Gohul. Dante accetta e decide di portare anche Lok e Sophie con sé. Anche Zhalia li segue, dicendo di conoscere bene il luogo. Il Team Huntik si reca a Rouen per incontrare Peter e scopre che è stato arrestato. Nonostante Sophie non si fidi di lei, Dante lascia che sia Zhalia ad occuparsi di Peter. Zhalia si finge un avvocato e usa il potere Simplemind per farlo fuggire dalla polizia. Riescono a fuggire dalle guardie che li inseguono e raggiungono Dante, Sophie e Lok sulle rive della Senna. Vengono attaccati dall'Organizzazione e riescono a sconfiggere tutti gli agenti, ma Peter si ferisce alla caviglia. Il gruppo va verso il nascondiglio del Titano e sul fiume vengono colpiti da dei vortici. Riescono comunque a raggiungere il luogo e trovano un'entrata segreta nella roccia. Dopo aver camminato er le gallerie piene d'acqua giungono in una grotta dove devono affrontare una trappola che spara acqua e gli agenti di DeFoe. Una volta distrutta la trappola grazie al potere Breakspell e sconfitti gli agenti, Dante affronta DeFoe, che si è intanto legato con il Titano. DeFoe fugge, ma Lok trova un passaggio segreto che era sfuggito all'attenzione dell'Organizzazione.

## Le catacombe dei Gargoyle
Il Team Huntik, assieme a Peter, segue il passaggio segreto, scoperto da Lok nella grotta del gargoyle, e si trova in una stanza con una trappola. Peter la fa inavvertitamente scattare ma tutti riescono a salvarsi. Raggiungono il nascondiglio di Giovanna d'Arco e trovano i suoi appunti. Tornano in superficie e si mettono a studiare gli appunti, trovando una mappa che però fornisce solo il percorso sotterraneo senza dire dove sia l'entrata. Grazie ad un enigma risolto brillantemente da Sophie, deducono che l'entrata si possa vedere dalla Cattedrale di Notre Dame. Lok e Dante si arrampicano sulla Cattedrale e il ragazzo prova ad usare Hyperstride senza riuscirci. Individuano una chiesa che avrebbe potuto essere quella che gli interessava e decidono di raggiungerla. Una volta scassinata la serratura, il gruppo entra e comincia a cercare indizi. Vengono attaccati dall'Organizzazione e, mentre Dante si occupa di DeFoe, Grier e gli agenti agenti, Lok, Sophie, Zhalia e Cherit risolvono trovano l'entrata per un nuovo passaggio segreto. La squadra blocca il passaggio facendo crollare una parte di soffitto e si ritrova nelle catacombe di Parigi, in parte mai esplorate. Intanto DeFoe chiede rinforzi ed ordina a tutti gli agenti di cercare Dante e la sua squadra nelle catacombe. Zhalia viene bloccata da una frana e Lok, Dante e Sophie la aiutano ad uscirne. Lok si lega con Springer dopo essere caduto in una trappola, ma il Team viene raggiunto dagli agenti dell'Organizzazione. Mentre fuggono si imbattono nei Cavalieri dell'Arco, armature sotto un incantesimo che li attaccano. Dopo aver combattuto invano con i Titani, Sophie usa Breakspell per colpire le armature e Dante la protegge, ma la ragazzina rimane senza energia. Lok prende l'Anello ma scoprono che è maledetto e non può essere trasportato. L'Organizzazione intanto li sta raggiungendo.

## L'anello di Giovanna d'Arco
Lok trova un'altra uscita e Zhalia blocca la prima facendola crollare, per poi prendere l'anello proteggendosi con Headcage. Sophie si risveglia e annulla la maledizione dell'Anello, ma non è abbastanza potente e il suo incantesimo può durare solo per mezz'ora. Zhalia ha tre falsi anelli che modifica con una magia, in modo che tutti ne abbiano uno uguale agli altri, ma solo Dante sappia chi ha quello vero. Il gruppo si divide e Dante si scontra con alcuni agenti, sconfiggendoli e facendogli credere di avere il vero anello. Lok e Cherit scoprono un baule contenente degli appunti, fra cui un disegno che assomiglia a quello nel diario di suo padre. Vengono poi attaccati da alcuni agenti, ma riescono a sconfiggerli grazie al raggio energetico di Cherit. Zhalia si fa passare per una recluta dell'Organizzazione ma viene scoperta e scappa con un anello che gli agenti credono vero. Sophie è senza forze e non è in grado di usare poteri o evocare Titani, così quando cade in una fossa comune è costretta a chiedere aiuto. Lok va in suo soccorso e l'aiuta a risalire, ma una volta fuori scoprono di non essere così al sicuro: degli agenti dell'Organizzazione li fermano e gli chiedono gli anelli. I due ragazzi glieli consegnano, sicuri che Dante non li avrebbe messi in pericolo consegnandogli quelli veri. Con uno stratagemma fuggono, ma mancano solo più pochi minuti allo scadere della mezz'ora. Intanto Dante si scontra con Grier e viene sconfitto, così che l'Organizzazione scopre che nemmeno lui ha il vero Anello dell'Arco. Zhalia sconfigge degli agenti e trova un'uscita, ma prima di raggiungerla viene fermata da DeFoe, che la informa di sapere che soltanto lei può avere il vero Anello. Quando sembra che Zhalia non abbia più possibilità interviene Dante. Poco dopo arrivano anche Sophie, Lok e Cherit, preoccupati perché la maledizione dell'Anello stava per tornare. Dante racconta allora il suo vero piano: mentre l'Organizzazione era occupata a cercare loro, Gareon si era allontanato con l'Anello dell'Arco, utilizzando la sua capacità di diventare invisibile. L'Anello è quindi già nelle mani della Fondazione, e DeFoe è costretto a ritirarsi. Una volta nella sede della Fondazione Huntik a Parigi, uno studioso della Fondazione assicura loro che l'Anello non contiene un Titano Leggendario, mentre a Praga Rassimov comunica a DeFoe che è stato sollevato dall'incarico.

## L'eredità di Thor
Lok e Sophie si stanno allenando a casa di Dante quando Guggenheim li chiama per affidargli una missione. Il gruppo deve andare in Islanda per recuperare il Martello di Thor. Prima di raggiungere l'Islanda, Dante decide di andare a Londra per fare una visita a Tersly, un Cercatore studioso di leggende e collega di Montehue, il Cercatore della Fondazione più bravo dopo Dante. Mentre Lok e Sophie visitano il museo, Tersly spiega a Dante che Thor era probabilmente un Cercatore. Lok e Sophie vedono qualcuno fuori dal museo e decidono di seguirlo, ma la figura si dissolve nel nulla. Il giorno dopo Dante, Lok, Sophie e Cherit atterrano in Islanda e si mettono alla ricerca del Tempio di Thor, ma vengono sorpresi da una tempesta di neve e sono costretti a fermarsi. La sera Cherit dice ai ragazzi che fuori dalla tenda c'è qualcuno, Lok va a vedere e scopre che è Zhalia, ancora una volta chiamata da Dante. Zhalia parla a Lok e Sophie dei guardiani del Tempio. La mattina seguente il Team Huntik si rimette in cammino, ma viene attaccato da Ymir, il guardiano del Tempio. La squadra combatte, ma Ymir è in grado di chiamare alleati e Dante evoca Ignatius, l'unico in grado di sconfiggerli; poi ordina a Lok e Sophie di seguire le orme fino al tempio mentre lui e Zhalia si occupano del Titano, ma il suo piano non funziona e Dante è costretto ad arrampicarsi sul Titano e coprirgli gli occhi per sconfiggerlo. Ymir, cadendo nel dirupo, provoca una valanga che rivela alla squadra il Tempio di Thor. Per raggiungerlo serve un ponte e Sophie si ricorda della leggenda del ponte arcobaleno. Lok, Dante e Zhalia evocano così i loro Titani per creare le condizioni adatte alla comparsa di un arcobaleno e di fronte a loro appare il ponte. Lok, Dante, Sophie, Zhalia e Cherit iniziano ad attraversare il ponte, ma vengono attaccati da alcuni uccelli di ghiaccio. In loro aiuto arriva Montehue, informato da Tersly sulla destinazione della squadra. Una volta sconfitti anche i questi ultimi avversari di ghiaccio la squadra, assieme a Montehue e Tersly, entra nel Tempio.

## Un aiuto dal passato
Una volta entrati nel Tempio di Thor i Cercatori scoprono che è sotto il controllo dell'Organizzazione. Durante un combattimento però la sala in cui si trovano inizia a crollare e la squadra si divide: Dante, Sophie, Zhalia e Tersly riescono ad uscire prima che il soffitto crolli mentre Lok, Montehue e Cherit prendono un'altra strada per sfuggire al crollo. I primi, per sfuggire all'Organizzazione, entrano in una zona del Tempio proibita ed arrivano a scontrarsi con il Titano Fenris, tenuto in vita da un incantesimo, ma riescono a sfuggirgli. Intanto Montehue parla a Lok di come si sono conosciuti lui e Dante e alla fine arrivano ad incontrarsi di nuovo con gli altri membri della squadra. Sophie e Tersly deducono che il modo per liberarsi di Fenris è usare una corda magica, così la squadra Huntik si mette a cercarla mentre Montehue e Tersly scelgono di seguire un'altra strada e si scontrano nuovamente con l'Organizzazione. Lok usa Springer per slegare la corda magica e insieme eliminano il Titano. Ancora una volta Montehue e Tersly si riuniscono alla squadra. Mentre Dante, Zhalia e Montehue combattono contro gli agenti, Lok e Sophie risolvono un enigma che teneva chiusa una porta. Oltre la porta trovano il martello di Thor e, anche se con l'inganno, Montehue riesce ad appropriarsene. Prima di uscire dal Tempio i Cercatori devono scontrarsi ancora una volta con l'Organizzazione, questa volta affiancata dal guardiano Ymir. Grazie ad un piano di Lok la squadra si libera ancora una volta dell'Organizzazione. Montehue decide di lasciare che sia Lok a consegnare il martello in Fondazione e Dante regala l'amuleto di Fenris a Montehue.

## Nella tana del basilisco
Lok, Sophie e Cherit esplorano un Labirinto sotterraneo a Vienna. Là scoprono che DeFoe ha intenzione di accedere alla grotta del basilisco per recuperare il titano King Basilisk. La squadra affronta l'Organizzazione, ma dopo un iniziale momento di svantaggio, Zhalia si lega a King Basilisk riuscendo a sconfiggere ancora una volta l'Organizzazione.

## I tesori degli Argonauti
La squadra riceve una nuova missione: trovare la Argo, nave leggendaria di Giasone e gli Argonauti. I quattro trovano la nave e il diario di bordo di Atalanta (una degli argonauti), mentre il resto della squadra recupera la Spada di San Giorgio da DeFoe e Lok si lega al titano Lindorm.

## La trappola delle illusioni
La squadra, seguendo le indicazioni del diario di Atalanta, raggiunge un'isola nel Mar Egeo. Qui viene ben accolta dalle abitanti locali, capeggiate da Madea. Zhalia però non si fida dell'ospitalità e decide di indagare. Scopre che l'intera isola è in realtà una gigantesca trappola illusoria controllata da Madea, che altri non è che un titano capace di creare potenti illusioni. Anche se con molti problemi, la squadra riesce a liberarsi dalla trappola, a sconfiggere Madea e a recuperare il suo amuleto. Rinvengono anche una tavoletta con le istruzioni per compiere l'incantesimo Thoughtspecter, che Zhalia riesce a imparare.

## Il destino di un cercatore
La squadra giunge all'isola di Sutos, sotto la dittatura di Grier, erede al trono. La squadra, convinta che l'Organizzazione stia facendo del male al popolo, decide di combattere i soldati. Nel mentre Zhalia trova il relitto della nave Argo e recupera il diario di Giasone e i quattro titani Hoplite, risolvendo la situazione. Alla fine Grier rivela a Dante che lui non ha più intenzione di far parte dell'Organizzazione, ma di regnare pacificamente su Sutos.

## La famiglia Lambert
Lok porta la squadra a casa di sua madre in Irlanda per una vacanza. La madre di Lok, Sandra, era anche lei una cercatrice della Fondazione, ma Kathy non sa nulla del mondo dei Titani e quindi tutti la devono tenere all'oscuro. Scarlett Byrne, abile cercatrice e amica d'infanzia di Lok, si rifugia a casa Lambert a causa dell'Organizzazione. La squadra decide di aiutare Scarlett a trovare il titano di Cu Chulainn, Gybolg, e Zhalia viene contattata da Klaus per mettere fuori gioco Dante Vale, ma Zhalia ha rimorsi di coscienza e il piano di Klaus fallisce.

## Tanto lavoro per nulla
Sophie non può finanziare la squadra per un viaggio perché l'Organizzazione ha bloccato il suo conto, quindi Lok e Sophie, aiutati da LeBlanche e Santiago trovano dei lavori part-time, tutti falliti: lavorano in un caffè, in un fast food e anche in un hotel. Quando ogni speranza sembra persa Dante torna con quattro biglietti per partire e la squadra si riunisce.

## L'inganno Dello scettro
La squadra esplora l'Egitto alla ricerca di un tempio perduto. Zhalia, contattata nuovamente dallo spietato Klaus, modifica la mappa del tempio per far passare la squadra in una serie di tranelli, e Klaus riesce a prendere lo Scettro di Nefertiti.

## Il tradimento
Ora l'obbiettivo della squadra è la Bottiglia del Genio, custodita nella base dell'Organizzazione sotto il negozio di libri di Klaus, a Vienna. Zhalia, a questo punto, deve scegliere se schierarsi con la Fondazione o l'Organizzazione, ma decide di non prendere parte alla battaglia. Ad ogni modo Dante, con un triplice gioco, ottiene la Lancia di Vlad Dracul: rivela che la Bottiglia era solo un diversivo per sviare Klaus, temendo che questi avesse messo delle cimici addosso alla squadra.

## I tesori di Dracula
Grazie alla lancia rubata a Klaus, Dante, Lok e la squadra perlustrano il castello di Vlad Dracul alla ricerca del sacchetto degli amuleti del malvagio cercatore. Zhalia tradisce definitivamente la squadra e sconfigge Sophie e Lok, ma li risparmia. Tuttavia, quando deve eliminare Dante ha un rimorso di coscienza e abbandona il suo passato sconfiggendo Klaus. La squadra perdona Zhalia, ma lei è troppo pentita e decide di lasciarla.

## Le memorie dei Casterwill
La squadra va a Parigi per fare ricerche sul leggendario Lancillotto. Sophie e Cherit arrivano ad una biblioteca Casterwill dove trovano delle informazioni sul leggendario Amuleto dell'Volontà. Intanto Dante e Lok trovano un passaggio segreto in un museo e arrivano alle stanze di Sir Lancillotto per recuperare il titano Cavalier, ma Rassimov e un gruppo dell'Organizzazione li ha seguiti ed aiutati a superare i tranelli per condurli alla stanza. Rassimov evoca il potere Darkvoid e risucchia tutto ciò che contiene la stanza, incluso il titano Cavalier che non si lega a lui.

## Il titano Leggendario
Per salvare il suo vecchio amico Metz, Dante si dirige con Lok, Sophie e Cherit in Turchia, in un villaggio nascosto delle Amazzoni dove è custodito il Titano Leggendario del Corpo, Behemoth. Zhalia fa nuovamente il suo ingresso e sfida la regina in un duello da cui esce vincitrice. Quindi la squadra recupera il Titano Leggendario, ma cosa più importante, Zhalia fa ritorno nella Fondazione Huntik.

## Sulle tracce di Atlantide
Sophie riesce finalmente a riparare il Diario del padre di Lok, che conduce la squadra in Grecia, dove trovano l'ingresso ad Atlantide e recuperano il titano Baselaird, appartenuto al padre di Lok, Eathon.

## L'amuleto della volontà
Una volta arrivati ad Atlantide, Lok, Sophie, Zhalia e Dante devono superare quattro prove per entrare nel tempio della città dove è custodito l'Amuleto della Volontà. In queste prove dovranno dimostrare di possedere le quattro grandi virtù dei Casterwill: Coraggio, Prodezza, Intelligenza e Nobiltà. La squadra riesce a superare le prove e, risolto un enigma, trova l'Amuleto della Volontà. Lok, però, scopre che suo padre non è mai arrivato sino ad Atlantide e scaglia la sua rabbia contro l'Organizzazione, battendo Rassimov.

## L'aspide d'oro
Seguendo una pista lasciata dal padre di Lok, la squadra si dirige verso gli ampi deserti dell'Etiopia per trovare l'Aspide d'Oro, luogo dove si trova il secondo Titano leggendario. Il Professore stesso decide di intervenire, ma la squadra riesce a trovare l'ingresso della tomba del Re Salomone e della Regina di Saba.

## Un amore nobile
Dante, Lok e gli altri si uniscono al loro vecchio rivale Montehue per trovare l'anello di Tao, il Titano Leggendario dello Spirito. Lok e Sophie devono riuscire a prendere l'amuleto di Tao ma per farlo devono riuscire ad unire i loro cuori così Lok si dichiara a Sophie dicendole che la loro storia era simile a quella dei guardiani del titano Tao, perché Sophie era ricca e Lok una persona qualunque e quindi il loro era un amore impossibile ma che lui voleva provare a far funzionare, così chiede a Sophie di provare a stare insieme e lei accetta: così, dall'unione delle loro mani scaturisce una potente energia che apre il tempio di Tao. Lok si lega al titano dello spirito e, grazie all'Amuleto della Volontà, rompe la maledizione sul titano Tao

## Il segreto di due generazioni
Lok, Dante, Sophie, Zhalia e Cherit scoprono che il segreto di Araknos, il Titano Leggendario della Mente, risiede alle origini della diabolica Organizzazione: il Professore è in realtà Simon Jeaudox, ex-cercatore della Fondazione e vecchio amico di Eathon e di Metz. Simon era stato maledetto perché aveva preso il titano leggendario senza l'Amuleto della Volonta e, dopo una lite con i suoi amici se ne andò e costruì l'Organizzazione controllando le menti con Araknos. Ma è troppo tardi: la casa di Dante viene assalita e l'Organizzazione recupera il diario del padre di Lok e l'Amuleto della volontà, costringendo Dante a sfidare il Professore nel suo castello a Praga.

## L'inferno di Dante
La squadra arriva al castello del Professore e Dante batte Rassimov, che gli dà l'amuleto di Archwarder, decisivo nella battaglia contro il Professore. Tuttavia, il diabolico Professore rivela che anche lui è vittima della stessa malattia di Metz e che intende guarirsi con il Titano Leggendario dell'Immortalità, in stato dormiente all'interno dell'Amuleto della Volontà. Il professore promettendo di salvare Metz con il Titano Leggendario dell'Immortalità e di ritornare la persona buona di un tempo appena avrà spezzato la maledizione sempre attraverso il titano leggendario e così facendo riesce a farsi dare da Dante i due titani leggendari e toccherà al resto della squadra fermare il rituale del Professore.

## È nato un cercatore
Lok dovrà guidare la squadra nella battaglia contro il Professore, che ha già evocato i tre Titani Leggendari e ha cominciato il rituale per risvegliare il titano leggendario dell'immortalità. Durante lo scontro il Professore afferma che manterrà la promessa di guarire Metz e se stesso dalla maledizione con il potere del Titano Leggendario dell'Immortalità, ma rivela che una volta che avrà fatto ciò chiederà al titano di donargli la vera immortalità per poter dominare il mondo. Lok di conseguenza lancia l'assalto contro il loro nemico: assieme a Sophie rallenta il rituale dei titani leggendari. Zhalia invece aiuta Dante e combatte contro due titani Undergolem, evocati dal cane del Professore sotto il suo controllo. Quindi Dante e Zhalia si ricongiungono al resto della squadra, ma il Professore riesce a completare il rituale, evocando il Titano Leggendario dell'Immortalità, Overlos. Tuttavia, la squadra, grazie ad Archwarder, Dendras e Baselaird, controllano il titano Overlos ordinandogli di aprire un varco nel mondo degli spiriti e di portare con se i titani leggendari. Il piano funziona, ma il Professore viene portato assieme a loro da Araknos. Metz guarisce e la squadra Huntik torna indenne a Venezia, dove viene festeggiato il successo della missione. Tuttavia, Lok deve ancora trovare suo padre.